# Campeonato Sudamericano de Rugby League 2024
El Campeonato Sudamericano de Rugby League de 2024 fue la quinta edición del torneo de rugby league de selecciones sudamericanas.
El torneo se disputó por segunda edición en Buenos Aires, Argentina, la primera fue en 2016, se llevó a cabo entre el 29 de noviembre y el 1 de diciembre.

## Equipos participantes
- Argentina
- Brasil
- Chile

## Desarrollo
| Pos. | Equipo    | Encuentros | Encuentros | Encuentros | Encuentros | Tantos  | Tantos    | Tantos     | Puntos |
| Pos. | Equipo    | jugados    | ganados    | empatados  | perdidos   | a favor | en contra | diferencia | Puntos |
| ---- | --------- | ---------- | ---------- | ---------- | ---------- | ------- | --------- | ---------- | ------ |
| 1    | Chile     | 2          | 1          | 0          | 1          | 74      | 54        | +20        | 2      |
| 2    | Argentina | 2          | 1          | 0          | 1          | 58      | 58        | 0          | 2      |
| 3    | Brasil    | 2          | 1          | 0          | 1          | 50      | 70        | -20        | 2      |

### Resultados
| 29 de noviembre | Brasil | 22 - 44 | Chile | Buenos Aires, Argentina |  |
|                 |        | Reporte |       |                         |  |

| 30 de noviembre | Argentina | 26 - 28 | Brasil | Buenos Aires, Argentina |  |
|                 |           | Reporte |        |                         |  |

| 1 de diciembre | Argentina | 32 - 30 | Chile | Buenos Aires, Argentina |  |
|                |           | Reporte |       |                         |  |

| Bandera de Chile |
| Campeón Chile    |
| Segundo título   |